# Стрелина
Стрелина (в верховье — Усть-Стрелина) — река в России, протекает по Кемеровской области. Устье реки находится в 234 км от устья Томи по левому берегу. Длина реки составляет 69 км, площадь водосборного бассейна — 1160 км².

## Бассейн
- ? км: Листвянка
- ? км: Малая Листвянка
  -  ? км: Сухая Листвянка
- 20 км: Ямная
- 24 км: Стрельная
  - 13 км: Хорошка
  - 14 км: Шорохова
  - 15 км: Вагина
  - 20 км: Листвянка
  - 31 км: Васькина
  - 31 км: Северная Стрелина
- ? км: Тыковка
- 34 км: Каменка
  -  ? км: Межовка
  - 16 км: Мостовая
- ? км: Березовка
- 38 км: Сосновка
- ? км: Березовый
- 46 км: Курляк
- ? км: Сосновка
- ? км: Иртыш
- ? км: Боец
- ? км: Каменный Бродик
  -  ? км: Черемшанка

## Данные водного реестра
По данным государственного водного реестра России относится к Верхнеобскому бассейновому округу, водохозяйственный участок реки — Томь от города Кемерово и до устья, речной подбассейн реки — Томь. Речной бассейн реки — (Верхняя) Обь до впадения Иртыша.